# Rajd Hiszpanii 2007

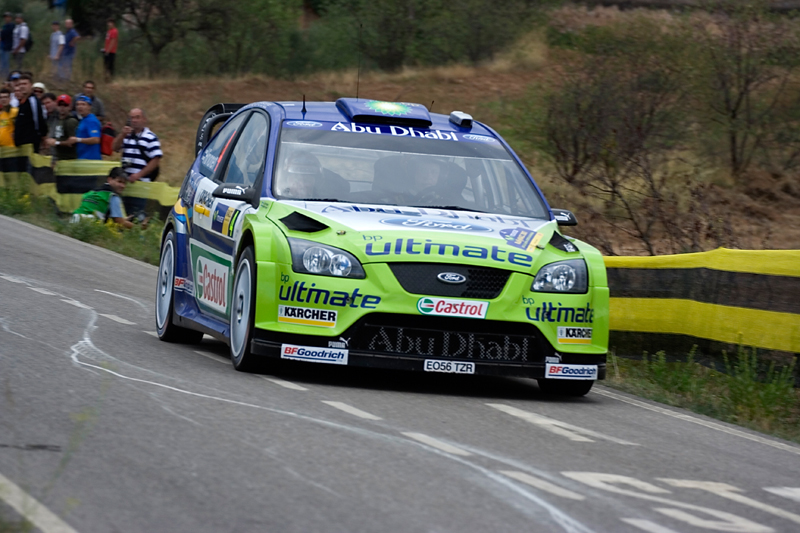
Mikko Hirvonen podczas rajdu

Rezultaty Rajdu Hiszpanii (43º Rally RACC Catalunya – Costa Daurada), 12 rundy Rajdowych Mistrzostw Świata w 2007 roku, który odbył się w dniach 5-7 października:

## Klasyfikacja ostateczna
| Msc.     | Kierowca             | Pilot             | Samochód             | Czas      | Strata  | Grupa | Punkty |
| WRC      | WRC                  | WRC               | WRC                  | WRC       | WRC     | WRC   | WRC    |
| -------- | -------------------- | ----------------- | -------------------- | --------- | ------- | ----- | ------ |
| 1.       | Sébastien Loeb       | Daniel Elena      | Citroën C4 WRC       | 3:22:50.5 | 0.0     | A8 M  | 10     |
| 2.       | Daniel Sordo         | Marc Marti        | Citroën C4 WRC       | 3:23:04.3 | 13.8    | A8 M  | 8      |
| 3.       | Marcus Grönholm      | Timo Rautiainen   | Ford Focus RS WRC 07 | 3:28:46.6 | 39.8    | A8 M  | 6      |
| 4.       | Mikko Hirvonen       | Jarmo Lehtinen    | Ford Focus RS WRC 07 | 3:23:30.3 | 1:25.8  | A8 M  | 5      |
| 5.       | François Duval       | Patrick Pivato    | Citroën Xsara WRC    | 3:24:16.3 | 2:28.7  | A8 M  | 4      |
| 6.       | Petter Solberg       | Phil Mills        | Subaru Impreza WRC07 | 3:25:19.2 | 2:54.1  | A8 M  | 3      |
| 7.       | Jari-Matti Latvala   | Miikka Anttila    | Ford Focus RS WRC 06 | 3:25:44.6 | 3:38.2  | A8 M  | 2      |
| 8.       | Chris Atkinson       | Stéphane Prévot   | Subaru Impreza WRC07 | 3:26:28.7 | 4:22.4  | A8 M  | 1      |
| JWRC     |                      |                   |                      |           |         |       |        |
| 1. (15.) | Per-Gunnar Andersson | Jonas Andersson   | Suzuki Swift S1600   | 3:44:24.5 | 0.0     | A6    | 10     |
| 2. (17.) | Martin Prokop        | Jan Tománek       | Citroën C2 S1600     | 3:44:58.4 | 33.9    | A6    | 8      |
| 3. (18.) | Urmo Aava            | Kuldar Sikk       | Suzuki Swift S1600   | 3:45:04.4 | 39.9    | A6    | 6      |
| 4. (22.) | Jozef Béreš jun.     | Petr Starý        | Renault Clio S1600   | 3:48:03.9 | 3:39.4  | A6    | 5      |
| 5. (24.) | Conrad Rautenbach    | David Senior      | Citroën C2 S1600     | 3:49:24.3 | 4:59.8  | A6    | 4      |
| 6. (27.) | Jaan Mölder jr.      | Katrin Becker     | Suzuki Swift S1600   | 3:53:24.0 | 8:59.5  | A6    | 3      |
| 7. (31.) | Aaron Burkart        | Michael Kölbach   | Citroën C2 S1600     | 3:55:04.1 | 10:39.6 | A6    | 2      |
| 8. (33.) | Yoann Bonato         | Benjamin Boulloud | Citroën C2 R2        | 3:57:03.4 | 12:38.9 | A6    | 1      |

1. ↑  Litera M przy oznaczeniu grupy do której należy samochód oznacza, iż tylko ci kierowcy zdobywali punkty dla swoich zespołów liczonych w klasyfikacji producentów na koniec sezonu.

## Nie ukończyli
- Andreas Cortinovis – wypadł z trasy (OS1);
- Raphael Auquier – wypadł z trasy (OS1);
- Luis Perez Companc – wypadł z trasy (OS2);
- Manfred Stohl – wypadł z trasy (OS3);
- Jan Kopecký – wypadł z trasy (OS3);
- Patrik Sandell – wypadł z trasy (OS6/7);
- Kalle Pinomaki – wypadł z trasy (OS8);
- Stefano Benoni – awaria (OS8);
- Gareth Jones – awaria (OS8);
- Yeray Lemes – wycofał się (OS14);
- Michał Kościuszko – wypadł z trasy (OS15);

## Zwycięzcy odcinków specjalnych
| Etap      | Odcinek | G. rozp. | Nazwa                 | Długość  | Zwycięzca           | Czas    | Pr. śr.    | Lider rajdu |
| --------- | ------- | -------- | --------------------- | -------- | ------------------- | ------- | ---------- | ----------- |
| 1 (5 paź) | OS1     | 08:21    | Querol 1              | 25,43 km | M. Grönholm         | 13:57.1 | 109,4 km/h | M. Grönholm |
| 1 (5 paź) | OS2     | 09:09    | El Montmell 1         | 24,14 km | S. Loeb             | 12:56.4 | 111,9 km/h | S. Loeb     |
| 1 (5 paź) | OS3     | 12:46    | Querol 2              | 25,43 km | F. Duval            | 13:48.5 | 110,5 km/h | S. Loeb     |
| 1 (5 paź) | OS4     | 13:34    | El Montmell 2         | 24,14 km | D. Sordo            | 12:31.4 | 115,7 km/h | D. Sordo    |
| 1 (5 paź) | OS5     | 16:48    | El Lloar – La Figuera | 22,43 km | M. Hirvonen         | 12:27.7 | 108,0 km/h | D. Sordo    |
| 1 (5 paź) | OS6     | 18:00    | Pratdip               | 26,48 km | S. Loeb             | 16:16.7 | 97,6 km/h  | S. Loeb     |
| 2 (6 paź) | OS7     | 08:43    | Villaplana 1          | 13,29 km | M. Grönholm         | 7:54.4  | 100,9 km/h | S. Loeb     |
| 2 (6 paź) | OS8     | 09:37    | Coll del Grau 1       | 26,33 km | S. Loeb             | 13:59.5 | 112,9 km/h | S. Loeb     |
| 2 (6 paź) | OS9     | 10:16    | Margalef – La Palma 1 | 15,85 km | M. Grönholm         | 9:45.8  | 97,4 km/h  | S. Loeb     |
| 2 (6 paź) | OS10    | 11:21    | La Serra d'Almos 1    | 4,11 km  | D. Sordo            | 2:38.3  | 93,5 km/h  | S. Loeb     |
| 2 (6 paź) | OS11    | 13:22    | Villaplana 2          | 13,29 km | M. Grönholm         | 7:44.1  | 103,1 km/h | S. Loeb     |
| 2 (6 paź) | OS12    | 14:16    | Coll del Grau 2       | 26,33 km | D. Sordo            | 13:59.0 | 113,0 km/h | S. Loeb     |
| 2 (6 paź) | OS13    | 14:55    | Margalef – La Palma 2 | 15,85 km | S. Loeb             | 9:38.8  | 98,6 km/h  | S. Loeb     |
| 2 (6 paź) | OS14    | 16:00    | La Serra d'Almos 2    | 4,11 km  | M. Grönholm         | 2:37.7  | 93,8 km/h  | S. Loeb     |
| 3 (7 paź) | OS15    | 08:15    | Riudecanyes 1         | 16,32 km | M. Grönholm S. Loeb | 10:19.2 | 94,9 km/h  | S. Loeb     |
| 3 (7 paź) | OS16    | 09:16    | Colldejou 1           | 26,51 km | D. Sordo            | 15:38.7 | 101,7 km/h | S. Loeb     |
| 3 (7 paź) | OS17    | 11:59    | Riudecanyes 2         | 16,32 km | M. Grönholm         | 10:15.1 | 95,5 km/h  | S. Loeb     |
| 3 (7 paź) | OS18    | 13:00    | Colldejou 2           | 26,51 km | M. Grönholm         | 15:39.9 | 101,5 km/h | S. Loeb     |

## Klasyfikacja po 12 rundach
Tabele przedstawiają tylko pięć pierwszych miejsc.

### Kierowcy
| Lp. | Kierowca        | Pkt |
| --- | --------------- | --- |
| 1   | Marcus Grönholm | 96  |
| 2   | Sébastien Loeb  | 90  |
| 3   | Mikko Hirvonen  | 74  |
| 4   | Daniel Sordo    | 39  |
| 5   | Petter Solberg  | 34  |

### Producenci
| Lp. | Producent                  | Pkt |
| --- | -------------------------- | --- |
| 1   | BP Ford World Rally Team   | 170 |
| 2   | Citroën Total WRT          | 131 |
| 3   | Subaru World Rally Team    | 64  |
| 4   | Stobart VK Ford Rally Team | 57  |
| 5   | OMV Kronos Citroën WRT     | 39  |